# Sainte-Hélène-du-Lac
Sainte-Hélène-du-Lac – miejscowość i gmina we Francji, w regionie Owernia-Rodan-Alpy, w departamencie Sabaudia.
Według danych na rok 1990 gminę zamieszkiwały 543 osoby, a gęstość zaludnienia wynosiła 77 osób/km² (wśród 2880 gmin regionu Rodan-Alpy Sainte-Hélène-du-Lac plasuje się na 1106. miejscu pod względem liczby ludności, natomiast pod względem powierzchni na miejscu 1354.).  
Przez gminę przepływa rzeka Isère. 